# 天一坊改行
天一坊改行（日语：／ Ten'ichibō Kaigyō，1699年7月3日—1729年5月18日）是江戶時代中期的山伏。也稱源氏坊天一（日语：／ Genjibō Ten'ichi）。

## 生涯
元祿12年（1699年），在紀州田邊出生，據說幼名半之助。母親受雇於和歌山城，因懷孕而歸鄉，據說其子即為改行。
14歲之時出家，成為山伏，稱為改行。向周圍的人自稱「自己是公方大人（德川吉宗）的御落胤（私生子）」。
享保13年（1728年），在南品川宿宣稱自己不久將被拔擢為大名，召集浪人。引起關東郡代的懷疑，經過調查之後，享保14年（1729年），被捕處以死罪，在鈴森刑場處刑，梟首示眾。
此事件成為大岡忠相裁判的講談『大岡政談』的題材，實際上大岡和本件無關。

## 登場作品
- 『素浪人罷通』（演：片山明彦）
- 『八代將軍吉宗』（演：京本政樹）